# Romano Rossi

Bischofswappen von Romano Rossi

Romano Rossi (* 1. August 1947 in Montevarchi, Provinz Arezzo, Italien) ist ein italienischer Geistlicher und emeritierter römisch-katholischer Bischof von Civita Castellana.

## Leben
Romano Rossi empfing am 27. Juni 1971 das Sakrament der Priesterweihe.
Am 10. Dezember 2007 ernannte ihn Papst Benedikt XVI. zum Bischof von Civita Castellana. Der Kardinalvikar des Bistums Rom, Camillo Kardinal Ruini, spendete ihm am 12. Januar 2008 die Bischofsweihe; Mitkonsekratoren waren der Erzbischof von Cagliari, Giuseppe Mani, und der emeritierte Bischof von Civita Castellana, Divo Zadi.
Papst Franziskus ernannte ihn am 14. April 2018 zum Mitglied der Kongregation für die Selig- und Heiligsprechungsprozesse.
Am 11. November 2022 nahm Papst Franziskus sein aus Altersgründen vorgebrachtes Rücktrittsgesuch an.